# AS Cervia 1920

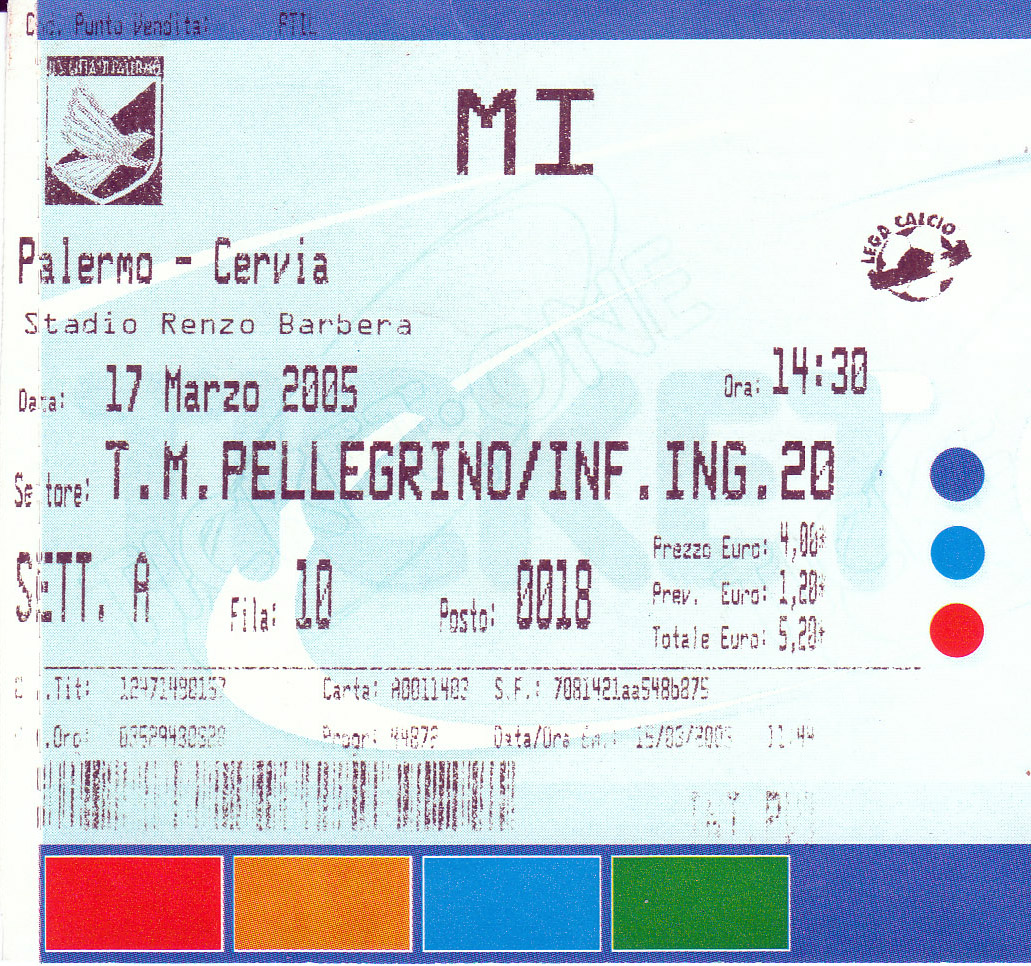
Toegangskaartje

Associazione Sportiva Cervia 1920 is een Italiaanse voetbalclub uit Cervia. In 1920 werd de club opgericht. De club speelt haar wedstrijden in de Serie D. De clubkleuren zijn blauw met geel.
In 2005 werd het team nationaal bekend in Italië, toen de club werd overgenomen door een televisie-zender. De club vormde de basis voor een nationale realityshow, waar de spelers elke minuut van de dag te volgen waren.

## Bekende (ex-)spelers
- Sossio Aruta
- Fabio Borriello
- Diego Sinagra